# Materiał allogeniczny
Materiał allogeniczny, materiał allochtoniczny – składnik skały (okruch lub minerał), który powstał poza danym basenem sedymentacyjnym i został doń przytransportowany z innego rejonu. Do materiału allochtonicznego zalicza się też produkty wulkanizmu spoza tego basenu. Materiały allogeniczne dostają się do środowiska osadowego w wyniku mechanicznego wietrzenia skał starszych niż dany osad i transportu do zbiornika sedymentacyjnego, mogą to być także opadłe pyły kosmiczne i meteoryty, jak również fragmenty i pozostałości ciał organizmów żywych.